# Libertad de Orituco (Venezuela)
Pour les articles homonymes, voir Libertad et Orituco.
Libertad de Orituco est la capitale de la paroisse civile de Libertad de Orituco de la municipalité de José Tadeo Monagas de l'État de Guárico au Venezuela. 